# هيبرون (كونيتيكت)
هيبرون (بالإنجليزية: Hebron, Connecticut)‏ هي بلدة أمريكية تقع في الولايات المتحدة في كونيتيكت. يقدر عدد سكانها بـ 9,571 نسمة ومساحتها 96.6 كم2 و وترتفع عن سطح البحر 154 متر.

## أعلام
- جورج جي. سومنر
- دانيال باك
- توم غاردينر
- سيلفستر غيلبرت
- صموئيل إنغهام
- جون صموئيل بيترز
- ريتشارد هنري بارك